# Ronde van Frankrijk 2018/Vijftiende etappe
De vijftiende etappe van de Ronde van Frankrijk 2018 werd verreden op zondag 22 juli en ging van Millau naar Carcassonne.

## Wedstrijdverloop
Na een uur koers ontstaat er een kopgroep van 29 man in deze etappe die geschikt lijkt voor de vluchters. In deze groep zitten onder andere de Nederlanders Bauke Mollema en Niki Terpstra en de Belgen Greg Van Avermaet en Serge Pauwels, evenals groenetruidrager Peter Sagan. Op de Col de Sié waagt vluchter Lilian Calmejane, gisteren ook al in de vlucht, een poging, maar staakt deze poging na ruim twintig kilometer solo te hebben gereden. In de dalende kilometer naar de volgende klim zijn constant wisselende verhoudingen en valt de kopgroep regelmatig uit elkaar. Op de klim (de Pic de Nore) gaat dat beeld verder en op de top is Rafał Majka als eerste boven, met een halve minuut op Mollema en Magnus Cort. In de afdaling van de Pic de Nore komt een groep achtervolgers bij Mollema en Cort en achterhalen zij Majka op vijftien kilometer van de finish in Carcassonne. 
Lang blijft de groep bij elkaar, totdat Mollema op zeven kilometer in de aanval gaat. Alleen Jon Izagirre en Cort kunnen hem volgen. In de sprint is de snelste sprinter Cort de snelste. Het peloton hield zijn kruit droog en finishte op dertien minuten. 

## Uitslagen
| Rituitslag Millau - Carcassonne (181,0 km) |                    |                 |          |
| Plaats                                     | Naam               | Ploeg           | Tijd     |
| Winnaar                                    | Magnus Cort        | Astana Pro Team | 4u25'52" |
| 2                                          | Jon Izagirre       | Bahrain-Merida  | z.t.     |
| 3                                          | Bauke Mollema      | Trek-Segafredo  | + 2"     |
| 4                                          | Michael Valgren    | Astana Pro Team | + 29"    |
| 5                                          | Toms Skujiņš       | Trek-Segafredo  | + 34"    |
| 6                                          | Domenico Pozzovivo | Bahrain-Merida  | z.t.     |
| 7                                          | Lilian Calmejane   | Direct Energie  | z.t.     |
| 8                                          | Rafał Majka        | BORA-hansgrohe  | + 37"    |
| 9                                          | Nikias Arndt       | Team Sunweb     | + 2'31"  |
| 10                                         | Julien Bernard     | Trek-Segafredo  | z.t.     |
|                                            |                    |                 |          |
| 11                                         | Greg Van Avermaet  | BMC Racing Team | z.t.     |

| Algemeen klassement |                   |                    |           |
| Plaats              | Naam              | Ploeg              | Tijd      |
| Gele trui           | Geraint Thomas    | Team Sky           | 62u49'47" |
| 2                   | Chris Froome      | Team Sky           | + 1'39"   |
| 3                   | Tom Dumoulin      | Team Sunweb        | + 1'50"   |
| 4                   | Primož Roglič     | Team LottoNL-Jumbo | + 2'38"   |
| 5                   | Romain Bardet     | AG2R La Mondiale   | + 3'21"   |
| 6                   | Mikel Landa       | Movistar Team      | + 3'42"   |
| 7                   | Steven Kruijswijk | Team LottoNL-Jumbo | + 3'57"   |
| 8                   | Nairo Quintana    | Movistar Team      | + 4'23"   |
| 9                   | Jakob Fuglsang    | Astana Pro Team    | + 6'14"   |
| 10                  | Daniel Martin     | UAE Team Emirates  | + 6'54"   |
|                     |                   |                    |           |
| 15                  | Greg Van Avermaet | BMC Racing Team    | + 18'22"  |

## Nevenklassementen
| Puntenklassement |                    |                   |        |
| Plaats           | Naam               | Ploeg             | Punten |
| Groene trui      | Peter Sagan        | BORA-hansgrohe    | 452    |
| 2                | Alexander Kristoff | UAE Team Emirates | 170    |
| 3                | Arnaud Démare      | Groupama-FDJ      | 133    |

| Bergklassement |                    |                     |        |
| Plaats         | Naam               | Ploeg               | Punten |
| Bolletjestrui  | Julian Alaphilippe | Quick-Step Floors   | 92     |
| 2              | Warren Barguil     | Fortuneo-Samsic     | 70     |
| 3              | Serge Pauwels      | Team Dimension Data | 66     |

| Jongerenklassement |                  |                     |           |
| Plaats             | Naam             | Ploeg               | Tijd      |
| Witte trui         | Pierre Latour    | AG2R La Mondiale    | 63u07'15" |
| 2                  | Guillaume Martin | Wanty-Groupe Gobert | + 2'27"   |
| 3                  | Egan Bernal      | Team Sky            | + 6'16"   |

| Ploegenklassement |                    |            |
| Plaats            | Ploeg              | Tijd       |
|                   | Movistar Team      | 188u47'32" |
| 2                 | Bahrain-Merida     | + 7'10"    |
| 3                 | Team Sky           | + 42'22"   |
| 4                 | Astana Pro Team    | + 47'43"   |
| 5                 | Team LottoNL-Jumbo | + 52'00"   |

## Opgaves
- Gianni Moscon (Team Sky): gediskwalificeerd vanwege een slaande beweging richting Élie Gesbert.

1e etappe ·
2e etappe ·
3e etappe ·
4e etappe ·
5e etappe ·
6e etappe ·
7e etappe ·
8e etappe ·
9e etappe ·
10e etappe ·
11e etappe ·
12e etappe ·
13e etappe ·
14e etappe ·
15e etappe ·
16e etappe ·
17e etappe ·
18e etappe ·
19e etappe ·
20e etappe ·
21e etappe
Startlijst · Eindstanden · Afbeeldingen